# ۳۵۵ (قمری)
۳۵۵ (قمری)، سیصد و پنجاه و پنجمین سال در گاهشماری هجری قمری است. اول محرم این سال برابر با دوم ژانویه سال ۹۶۶ میلادی است.

## زادگان
- سید مرتضی علم‌الهدی فقیه شیعه

## وابسته
- آل اخشید